# Wybory prezydenckie w Stanach Zjednoczonych w Kalifornii w 1960 roku
Wybory prezydenckie w Stanach Zjednoczonych w Kalifornii w 1960 roku – odbyły się 8 listopada 1960 jako część 44. wyborów prezydenckich.
Wyborcy w Kalifornii wybrali elektorów, aby reprezentowali ich w głosowaniu powszechnym w kolegium elektorskim.
Kalifornia została zdobyta przez kandydata republikanów – ówczesnego wiceprezydenta Richarda Nixona.
| 1956← 8 XI 1960 →1964 | | |
| --- | --- | --- |
| - Kandydat na prezydenta - Partia polityczna - Stan macierzysty - Kandydat na wiceprezydenta - Głosy elektorskie - Głosy powszechne - Wyniki procentowe | - Richard Nixon - Partia Republikańska - Kalifornia - Henry Cabot Lodge, Jr. - 32 - 3 259 722 - 50,10% | - John F. Kennedy - Partia Demokratyczna - Massachusetts - Lyndon B. Johnson - 0 - 3 224 099 - 49,55% |